# Liberty Seguros
Liberty Seguros es una aseguradora creada en 2001 perteneciente a Liberty Mutual. El grupo lo integran las marcas Liberty, Génesis y Regal. La matriz, Liberty Mutual Group, con sede en Boston, es el tercer grupo asegurador  de bienes y servicios de Estados Unidos  y la 75.ª en la lista de clasificación de la lista de Fortune 500 de las mayores compañías de EE. UU. Liberty Seguros ocupa el octavo puesto en seguros de Automóvil en España, y el 10.º en hogar.

## Historia
Liberty Seguros fue fundada en 2001. Ese año adquirió las operaciones de Royal & Sun Alliance.
En 2003 compró Génesis, hasta entonces perteneciente a MetLife. Liberty Seguros, junto con Génesis y Regal, forman en España el Grupo Liberty Seguros, que se sitúa entre los 20 mayores grupos aseguradores no vida de España.

## Cifras
El Grupo Liberty Seguros cerró el pasado ejercicio de 2016 con un beneficio bruto de 61,4 millones de euros, un 15, por ciento más que un año antes.

### Resumen resultados 2016
Variación con respecto al mismo periodo de 2015. Cifras en millones de €.
| Beneficio Bruto                  | 61,4      | +15 %     |
| Ingresos por primas              | 800       | -1,5 %    |
| Ratio de siniestros en No Vida   | 65,2 %    | -2,2 p.p  |
| Ratio combinado en No Vida       | 94,8 %    | -1,4 p.p  |
| Ratio combinado en Auto          | 92,9 %    | -1,43 p.p |
| Número de pólizas Vida y No Vida | 2 435 515 | +4,1 %    |
| Número de clientes               | 1 759 487 | +3,9 %    |

Líneas de negocio. % sobre el total de negocio.
| Líneas de Negocio | Cifras en millones de €. | % Sobre el total de negocio |
| ----------------- | ------------------------ | --------------------------- |
| Auto              | 469                      | 59 %                        |
| Vida              | 160                      | 20 %                        |
| Diversos          | 170                      | 21 %                        |

- Margen de solvencia: 187 % sobre el capital de solvencia obligatorio.

Resumen de cifras de siniestros atendidos. Indemnizaciones pagadas por Liberty.
| Líneas de Negocio | Número de pagos | Pagos Directo Neto (€) |
| ----------------- | --------------- | ---------------------- |
| Motor             | 503 673         | 246 273 241            |
| Resto No Vida     | 160             | 20 %                   |
| Diversos          | 170             | 21 %                   |

### Cifras sociales
Datos recogidos del año 2016:
- 1.162 empleados.
  - 35 % hombres.
  - 65 % mujeres.
  - Edad media: 46 años.
  - Antigüedad media: 17 años.
- 99 % de la plantilla con contrato indefinido.

## Seguros Génesis
Génesis forma parte del grupo Liberty Mutual desde 2003, junto con Liberty Seguros y Regal.
Nace en 1988 con la participación al 50 % del Banco Santander y el grupo Metropolitan Life. Su producto principal era la rama Vida y su canal de distribución eran las oficinas físicas.
En 1995, Génesis modifica su estructura de distribución incorporando el Canal Directo, mediante el cual era posible tramitar todas las gestiones a través del teléfono. Ese mismo año, comienza a comercializar seguros de la rama No Vida.
En 2003, Liberty Seguros compra el 100% de las acciones de Génesis, que finalmente se fusiona por absorción el 26 de noviembre de 2013 tras un proceso de integración.